# Ludmila Martinková
Ludmila Martinková (9. února 1922 – ???) byla česká a československá politička Komunistické strany Československa a poslankyně Sněmovny lidu Federálního shromáždění za normalizace.

## Biografie
K roku 1971 se profesně uvádí jako mistrová.
Ve volbách roku 1971 byla zvolena do Sněmovny lidu Federálního shromáždění (volební obvod č. 136 – Valašské Meziříčí, Severomoravský kraj). Ve FS setrvala do konce funkčního období, tedy do voleb roku 1976.